# Cross Hall

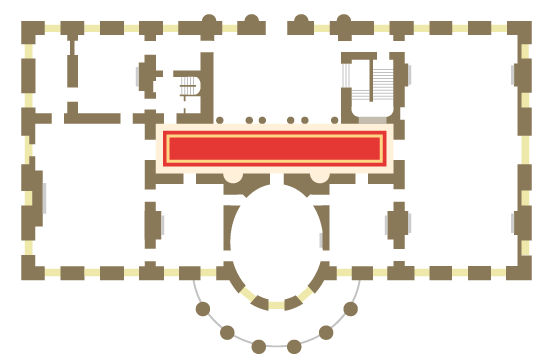
Situació del Cross Hall a l'State Floor de la Casa Blanca.

El Cross Hall és un gran vestíbul situat a l'State floor (el pis d'Estat, que correspon al nivell del jardí, al costat nord, i al primer pis, al costat sud) de la Casa Blanca. Aquest llarg passadís s'estén pel centre de l'edifici, en direcció sud-oest des de la Sala del Menjador d'Estat (State Dining Room) fins a l'East Room. Fa uns vint-i-cinc metres de llargada per sis metres d'amplada. És separat de la Sala d'entrada de la Casa Blanca (Entrance Hall o Grand Foyer) per una sèrie de columnes dòriques i dona accés a gairebé totes les estances del pis, - la East Room, la Blue Room, la Green Room, la Red Room i la Sala Menjador d'Estat - així com a l'ascensor i l'escala de servei. La Gran escala hi és visible a partir d'una obertura davant la Green Room.

## Arquitectura i mobiliari
L'arquitectura actual del Cross Hall es remunta al 1952 durant la reconstrucció de la Casa Blanca per Truman. Recrea en gran part l'aparença deixada per la renovació de 1902 feta pel gabinet McKim, Mead and White sota l'administració de Theodore Roosevelt. Aquesta reconstrucció reemplaçà les columnes i les pilastres daurades per un marbre gris. Les parets de guix dividides per suports i amb panells pintats de color crema també van ser reemplaçades per marbre. McKim instal·là columnes dòriques inspirades en les obres de l'arquitecte italià del segle xvi Jacopo Barozzi da Vignola, per fer de separació entre el Cross Hall i la sala d'entrada. També es va desplaçar l'accés a la Gran escala, que se situava a l'extrem est del passadís, vers la sala d'entrada, conservant nogensmenys la porta, que es va transformar en un balcó que donava sobre el buit de l'escala. Les fornícules de James Hoban sobre el mur sud foren conservades, tot i que la seva decoració exterior va ser reduïda. Les fornícules actuals contenen busts dels presidents George Washington i Abraham Lincoln.
Durant la restauració Kennedy, el decorador d'interiors Stéphane Boudin va arranjar el mobiliari per tal que el Cross hall s'assemblés més al gran vestíbul del Château de Malmaison. Des de principis de la dècada de 1960, cobria el terra una tradicional catifa vermella, que ha canviat diverses vegades des de llavors, amb més detalls i un color en evolució. La catifa actual, dissenyada per ser més gràfica i més visual a la televisió, és d'un roig més saturat. L'aparença actual del Cross Hall és el resultat de la renovació i el remoblament complet fet el 1997 pel Comitè per la preservació de la Casa Blanca, el conservador de la Casa Blanca i finançat pel White House Endowment Trust.
Al llarg de les parets hi ha disposades una sèrie de cadires entapissades i de sofàs en fusta de faig que devien pertànyer a James Monroe. Hi ha dues tauletes Imperi situades davant d'altres mobles que daten de l'època de Madison i la tauleta daurada, comprada inicialment per Monroe per la Blue Room i que Jacqueline Kennedy va fer restaurar, es troba a la sala d'entrada de la Casa Blanca. Els retrats dels darrers presidents són penjats a les parets de la sala d'entrada i del Cross Hall.

## Història
La tradició de penjar els retrats presidencials es remunta al temps del president Ulysses S. Grant. L'administració Buchanan va iniciar la tradició de conservar els retrats dels presidents per la col·lecció de la Casa Blanca, i l'administració de Grant va situar els retrats des de Washington fins a Lincoln al Cross Hall, darrere una vitrina.